# Interporto Servizi Cargo
Interporto Servizi Cargo (ISC) è stata un'impresa ferroviaria italiana controllata da Interporto Campano che operava in sinergia con Nuovo Operatore Intermodale (già ISC Intermodal), operatore intermodale afferente al medesimo gruppo.
Fondata a Nola nel 2009, opera in un più ampio sistema economico che gravita nell'area campana, del quale l'azienda rappresenta l'operatore ferroviario merci. Dal 1º gennaio 2023 ha deciso di cessare l'attività.

## Settori di attività
Nel 1977 Gianni Punzo, assieme ad altri imprenditori, investì in un'area presso Nola dando vita, quale prima iniziativa, a un centro commerciale specializzato nella grande distribuzione all'ingrosso denominato Centro Ingrosso Sviluppo (CIS) nella frazione di Polvica. Seguirono la costruzione dell'interporto e di un centro servizi Vulcano buono. Nel 2001, oltre a una banca, fu costituita l'impresa ferroviaria Interporto Servizi Cargo, con base a Nola Interporto.
Inaugurato nel 1999, questo è gestito da Interporto Campano spa, concessionaria della Regione Campania per la progettazione, costruzione e gestione dello stesso. All'interno dell'area è integrato un terminal intermodale gestito dalla società Terminal Intermodale Nola (TIN) controllata al 100% da Interporto Campano, con 225.000 metri quadrati, 6 binari per la movimentazione merci ed un'area doganale di custodia temporanea.
Nella zona di ampliamento prevista dal progetto originario furono realizzate e risultano operative dal 2011 le Officine di Manutenzione di Nuovo Trasporto Viaggiatori, società nel cui capitale è presente lo stesso Punzo.
Presieduta dall'ing. Giuseppe Sciarrone, dopo la fase di avviamento ISC vide nel corso del 2012 una significativa crescita nel numero dei treni operati pari al 30% rispetto all'anno precedente grazie soprattutto all'avvio di un nuovo servizio fra Busto Arsizio e Bologna interamente acquistato da Hupac ed alle partnership siglate da con operatori logistici europei quali la belga IFB (Belgio) e la tedesca Kombiverker.
Tale fase di consolidamento sul mercato consentì di caratterizzare l'azienda come operatore nazionale specializzato nella trazione su suolo italiano di spedizioni internazionali: per conto di IFB nei traffici dal Belgio diretti da Milano a Pomezia e Nola, ISC opera fra l'altro sulla Milano-Chiasso.
Tuttavia fra le attività svolte da ISC un ruolo non secondario è rivestito dalla manovra e terminalizzazione presso l'Interporto Campano, con operazioni svolte anche per conto di Nuovo Trasporto Viaggiatori.

## Storia
Dopo la costituzione, avvenuta nel 2009, la società impiegò circa un biennio per acquisire le necessarie abilitazioni ad operare e a dotarsi del materiale di trazione necessario, avviando nel 2010 una serie di servizi regolari.
Le corse per conoscenza linea sulle linee del Sempione e del Gottardo svolte in funzione dei collegamenti svolti per conto di Hupac consentirono di estendere il raggio di azione dell'impresa fino oltre ai confini nazionali.
Nel marzo 2012 venne rilevato il servizio Busto Arsizio-Bologna, precedentemente operato da NordCargo, portando nel giro di un anno ad una produzione, così strutturata:
- 6 coppie settimanali Milano Smistamento-Pomezia Santa Palomba-Nola Interporto
- 5 coppie settimanali Nola Interporto-Bologna Interporto-Verona Quadrante Europa
- 5 coppie settimanali Bologna Interporto-Fiorenzuola-Busto Arsizio
- 3 coppie settimanali Melzo Scalo-Frosinone-Nola Interporto (in partnership con Oceanogate)

A seguito di alcuni licenziamenti individuali, intimati dalla ISC, il Tribunale di Nola, nel corso del 2016, ha dichiarato illegittimo il licenziamento attuato nei confronti di un lavoratore e rappresentante sindacale della Interporto Servizi Cargo. Tali sentenze sono state confermate nel corso del 2018, anche dalla Corte di Appello di Napoli.

## Dati societari
ISC è in possesso della licenza di impresa ferroviaria merci numero 57, rilasciata l'11 maggio 2009; il Certificato di Sicurezza per operare su rete RFI è stato rilasciato dall'Agenzia Nazionale per la Sicurezza delle Ferrovie il 29 dicembre del medesimo anno.
Fra i presidenti di ISC figura Carlo Calenda, in seguito ministro dello sviluppo economico.

### Materiale di trazione
Per la presentazione ufficiale dell'azienda, nel 2011, ISC ottenne in prestito da Rail Traction Company la locomotiva E.483.004, che per l'occasione venne dotata a fini fotografici di una vistosa pellicolatura su una fiancata e un frontale.
I primi servizi furono infatti avviati utilizzando in regime di noleggio le unità E.483.002-005 di RTC in attesa dell'arrivo di unità dedicate; dal 21 dicembre 2010 vennero prese in carico in regime di noleggio dalla Rolling Stock Company MRCE-Dispolok le tre locomotive E.189.985-987, in attesa di una quarta unità del medesimo tipo. L'unità 985 fu la prima, nel 2012, a sfoggiare il logo dell'azienda sulle fiancate; la 986 nel 2014 non risultava più in uso.
Le locomotive RTC furono restituite a fine 2011 e sostituite dalle E.484.103-105, precedente utilizzate da SBB Cargo e anch'esse a noleggio da MRCE.
L'anno successivo il gruppo di E.484 fu incrementato di due ulteriori unità, 901 e 902, la prima delle quali era precedentemente in uso ad Arenaways.
Il gruppo di E.189 si arricchì, all'inizio del 2015, della E.189.103, ancora recante le iscrizioni del precedente utilizzatore, la Ruhrtalbahn.
A partire da luglio 2016 le E.189 in uso ad ISC ricevono nuovi colori sociali.
L'adesione al raggruppamento Italian Railway Freight Alliance (IRFA) consente inoltre di disporre di locomotive in service da parte delle altre aziende associate.